# Helene Anton
Helene Anton, geb. Lang (* 17. August 1859 in Lemberg; † 1931 in Königsberg) war eine deutsche Schriftstellerin. 

## Leben
Anton wurde als Tochter eines österreichischen Militärbeamten geboren. Nach heftigen Auseinandersetzungen mit ihrer Familie ging sie 1878 als Schauspielerin an ein Theater. Vier Jahre später beendete sie trotz Erfolgs ihre Bühnenlaufbahn, da sie 1882 den Chefredakteur der „Ostpreußischen Zeitung“ Paul Anton (* 1857) heiratete. Er war Lustspielautor und Anton begann nun ebenfalls zu schreiben. Sie hatte bereits 1881 einen Gedichtband unter dem Titel Vom Herzen zum Herzen veröffentlicht. Ab 1887 lebte das Paar in Königsberg in Preußen.

## Werke
- Helene Lang: Vom Herzen zum Herzen. Gedichte. Union, Berlin 1881.
- Frauenlist. Schwank in einem Aufzug. Reclam, Leipzig 1892.
- Liebesopfer (Novelle, 1893)[2]
- Eine Zigeunerin (Schauspiel, 1894)[3]
- Aus Liebe (Novelle, 1895)[4]
- Sascha, die Frau (Novelle, 1896)[5]
- Gedankensünde (Roman, 1896)[6]
- Eine Liebe (1897)[7]
- Das Ende vom Liede. Roman Leipzig 1897. (Weitere Ausgabe Hillger, Berlin 1906.)
- Mörder-Gewohnheit. Eckstein, Berlin 1906.
- Nur kein Leutnant und andere Humoresken. Bartenschlager, Reutlingen 1909.
- Schminke. Theater-Roman von Helene Lang-Anton. Klambt, Neurode, 1909.
- Der Frauenkenner und andere Novellen. Enßlin & Laiblin, Reutlingen (1910)
- Die Karsteins. Die Liebe höret nimmer auf. Enßlin & Laiblin, Reutlingen 1919.